# 대자은사

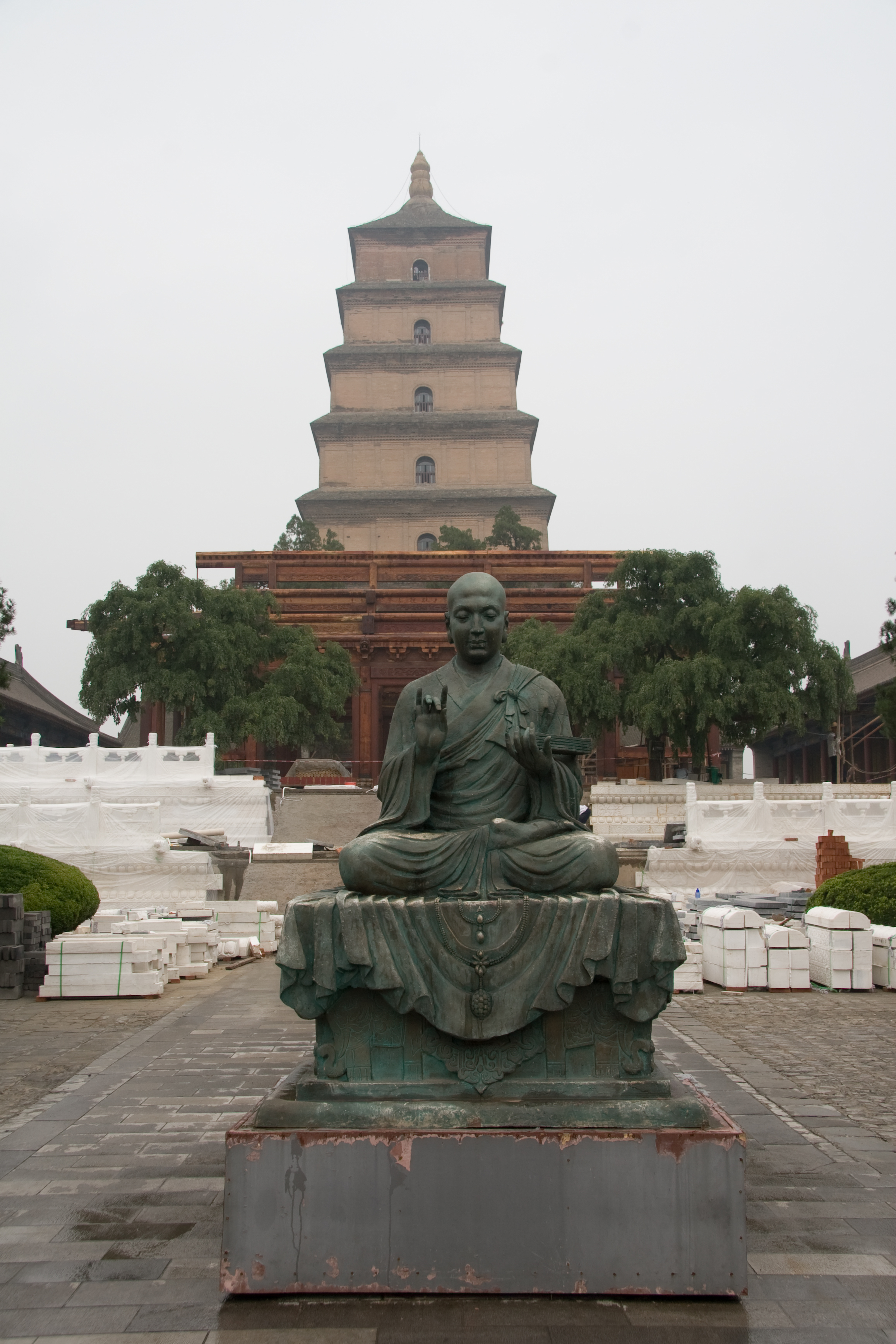
대자은사의 대안탑

대자은사(大慈恩寺)는 중국 산시성의 고도, 시안시 남동쪽 교외에 있는 불교사원이며, 삼장법사 현장, 신라의 승려 원측과의 연고가 있는 사찰로 알려져 있다. 그 옛 땅은 당나라의 수도 장안성 왼쪽 거리의 진창방에 해당되는 장소이다.

## 개요
당 태종의 태자 이치(李治)가 수(隋) 대흥성에 있었던 무루사(無漏寺, 정각사라고도)의 폐사된 자리에 정관(貞觀) 22년(648년) 모후인 문덕황후(文德皇后) 장손씨의 명복을 위해 처음 절을 세웠다. 그 해는 문덕황후 사후 1기(紀)가 되는 해였다. 자은(慈恩)이라는 이름부터가 「자애로우신 어머님의 은혜」라는 말에서 유래한 것이다.
각지에서 인재가 모여들며 그 규모는 더욱 커져, 자원(子院) 즉 탑두 10개 소를 포함해 건축물은 총수 1,897칸, 승려만 300명이 넘게 있었던 큰 절이었다. 영휘(永徽) 3년(652년)에는 대안탑(大雁塔)이 건립되었는데, 현장 법사가 인도로부터 가져온 불상이나 경전을 수장하기 위한 탑이었다. 인도에서 불경을 가져와 귀국한 현장은 대자은사의 상좌(上座)로 있으면서, 절 북서쪽에 지어진 번경원(飜經院)에서 불교 경전의 한역 사업에 힘썼고, 당 고종 현경(顯慶) 3년(658년)까지 11년에 걸쳐 40여 부의 경전이 한역되었다. 이 한역 사업에는 현장의 제자인 규기(窺基)와, 신라에서 온 유학승 원측(圓測)도 참여하였다. 규기는 스승 현장으로부터 법상종(法相宗)을 전수받아 포교하며, 절의 이름을 따 자은대사(慈恩大師)로 불렸다.
대자은사는 모란의 명소로써도 널리 알려져 있고 그것을 읊은 많은 한시가 알려져 있다. 당 중기 이후 대자은사 경내는 일종의 유원지처럼 변했다. 봄에는 사찰 소유의 남쪽 통선방(通善坊)에 있던 행원(杏園)의 살구꽃이, 여름에는 절의 남쪽 연못에 있던 연꽃이, 가을에는 붉은 단풍잎이 장안의 주요 볼거리였다고 한다.
무종 회창 5년(845년)의 회창의 폐불 때에는 대천복사, 서명사, 대장엄사와 함께 폐사를 면했다.
명(明) 가정(嘉靖) 29년(1550년)에 지금과 같은 모습의 대자은사가 건립되었다. 절 안의 종루에는 철제 범종 한 구가 걸려 있는데 가정 27년([1548년]])에 주조한 것으로 무게 3만 근에 위에 안탑신종(雁塔晨鐘)이라는 글자가 새겨져 있다. 이는 관중팔경(關中八景)의 하나이다. 절 안의 모란정(牡丹亭)에는 70여 종에 달하는 모란이 심어져 있으며, 현장 법사의 기념관이 있다.

## 같이 보기

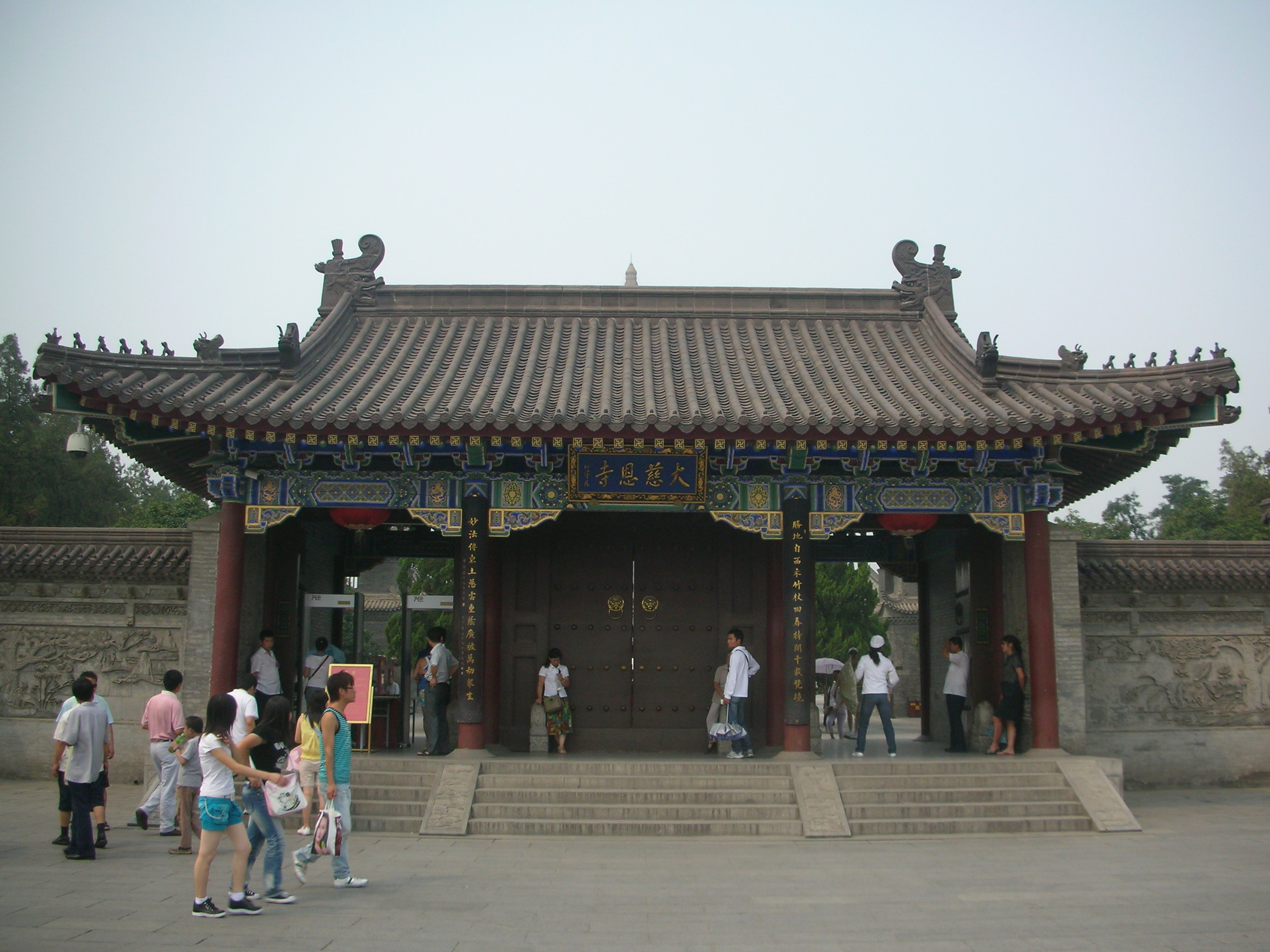
대자은사의 정문

- 대안탑